# IC 2985
IC 2985 ist eine linsenförmige Galaxie vom Hubble-Typ SB0/a im Sternbild Großer Bär am Nordsternhimmel. Sie ist schätzungsweise 148 Millionen Lichtjahre von der Milchstraße entfernt und hat einen Durchmesser von etwa 45.000 Lichtjahren.

Im selben Himmelsareal befindet sich u. a. die Galaxie NGC 4020, IC 2984, IC 2986.
Das Objekt wurde am 6. Juni 1896 von Stéphane Javelle entdeckt.